# Ruweeuwsels
De Ruweeuwsels, in het Lieshouts uitgesproken als Rawweuwsels, vormen een natuurgebied bij Lieshout dat ingeklemd ligt tussen het Wilhelminakanaal en de Molenheide.
Het gebied beslaat een oppervlakte van 20 ha.

## Geschiedenis
Det Ruweeuwsels vormden in de Middeleeuwen de zuidwestelijke begrenzing van het domein Lieshout. Onder eeuwsel werd algemeen een laaggelegen, enigszins moerassig gebied verstaan, begroeid met kreupelhout, doornstruiken en hier en daar gras van slechte kwaliteit. Voor het laten weiden van rundvee was een eeuwsel ongeschikt, er werden voornamelijk schapen op gehouden. Toen, door de schapenmest en het verwijderen van het struikgewas de kwaliteit van de eeuwsels verbeterde, kon er rundvee op gehouden worden. Er waren in Lieshout vele eeuwsels en elke hoeve bezat er meerdere. De 'Rawweuwsels' zullen hun naam te danken hebben aan een oorspronkelijk ongewoon dichte en ondoordringbare begroeiing.
Toen omstreeks het jaar 1100 de hoeve de Nieuwenhof als een afzonderlijke hoeve van de herenhoeve werd afgesplitst, werden de Ruweeuwsels aan de bewoner van de Nieuwenhof in gebruik gegeven. In 1698 werden de hoeven van het domein verkocht en kwam Faas Jan Faassen, als koper van de hoeve de Niewenhof, in het bezit van de Ruweeuwsels. In 1748 verkochten de erven Faas Jan Faassen de Ruweeuwsels voor duizend gulden aan Jan Bout, op dat moment heer van de heerlijkheid Lieshout. In de betreffende schepenakte staan de Ruweeuwsels als volgt omschreven: Een parceel weij, hout en Bosvelt, gelegen alhier omtrent het Achterbosch, genaamt het Rouw Eeuwzel, groot circa veertigh loopensaat ofte soe groot ende cleijn als het selve ter plaatse voorschreven gelegen ligt.
Jan Bout liet in 1760 de Ruweeuwsels geschikt maken voor bosbouw. Daartoe werd het gehele gebied geëgaliseerd, waarna er sloten werden gegraven waartussen rijen bomen werden aangeplant. De huidige Ruweeuwsels dateren dus eerst uit 1760 en zijn niet een oorspronkelijk stukje Brabantse natuur, zoals weleens verondersteld wordt.
In 1842 vond te 's-Hertogenbosch ten overstaan van notaris Joh. de Bergh de openbare verkoop plaats van de nagelaten goederen van Anna Bout, bij leven vrouwe van Lieshout. Koper was de Helmondse textielfabrikant Albert Bots, die daarmee tevens eigenaar werd van de Ruweeuwsels. In 1888 gingen de Ruweeuwsels door vererving over op Alberts Pistorius, burgemeester van Aarle-Rixtel.
Bij de aanleg van het Wilhelminakanaal werden de Ruweeuwsels door het kanaaltracé doorsneden. Het noordelijke deel, 2,5 hectare groot, werd door de gemeente Lieshout verhuurd aan een landbouwer. Het maakt geen deel meer uit van de Ruweeuwsels.
In 1918 werden door de gemeente Lieshout nog enkele aangrenzende percelen bijgekocht, waarmee de Ruweeuwsels hun huidige omvang kregen. Door de diverse eigenaren was de houtproductie voortgezet, tot de Ruweeuwsels in 1968 in het bezit kwamen van de Stichting het Brabants Landschap en de nadruk geheel en al op de landschappelijke waarde van de Ruweeuwsels kwam te liggen.

## Reservaat
Het reservaat bestaat voornamelijk uit rijk loofhoutbos (broekbos) met enkele bosweitjes. De grond is vochtig en voedselrijk en er is een gradiënt van vochtig naar droog. Het gebied is vanaf het einde van de 19e eeuw tot ongeveer 1950 gebruikt voor populierenteelt. Na de Tweede Wereldoorlog werden de meeste oude bomen geveld. Slechts enkele oude beuken herinneren aan deze tijd.
Tegenwoordig is het in beheer bij het Brabants Landschap. Vooral in het voorjaar is het een prachtig gebied. Er is een rijke kruidlaag met tapijten van bosanemoon en daarnaast veel grote muur. Men is doende de populierenaanplant om te vormen tot gevarieerd gemengd bos.
Tot de vele vogelsoorten die er aan te treffen zijn behoren: goudvink, wielewaal, zwartkop, goudhaantje, spotvogel, havik, sperwer en bosuil. De wulp bewoont de nabijgelegen weidegebieden.
Het gebied is vrij toegankelijk voor wandelaars.

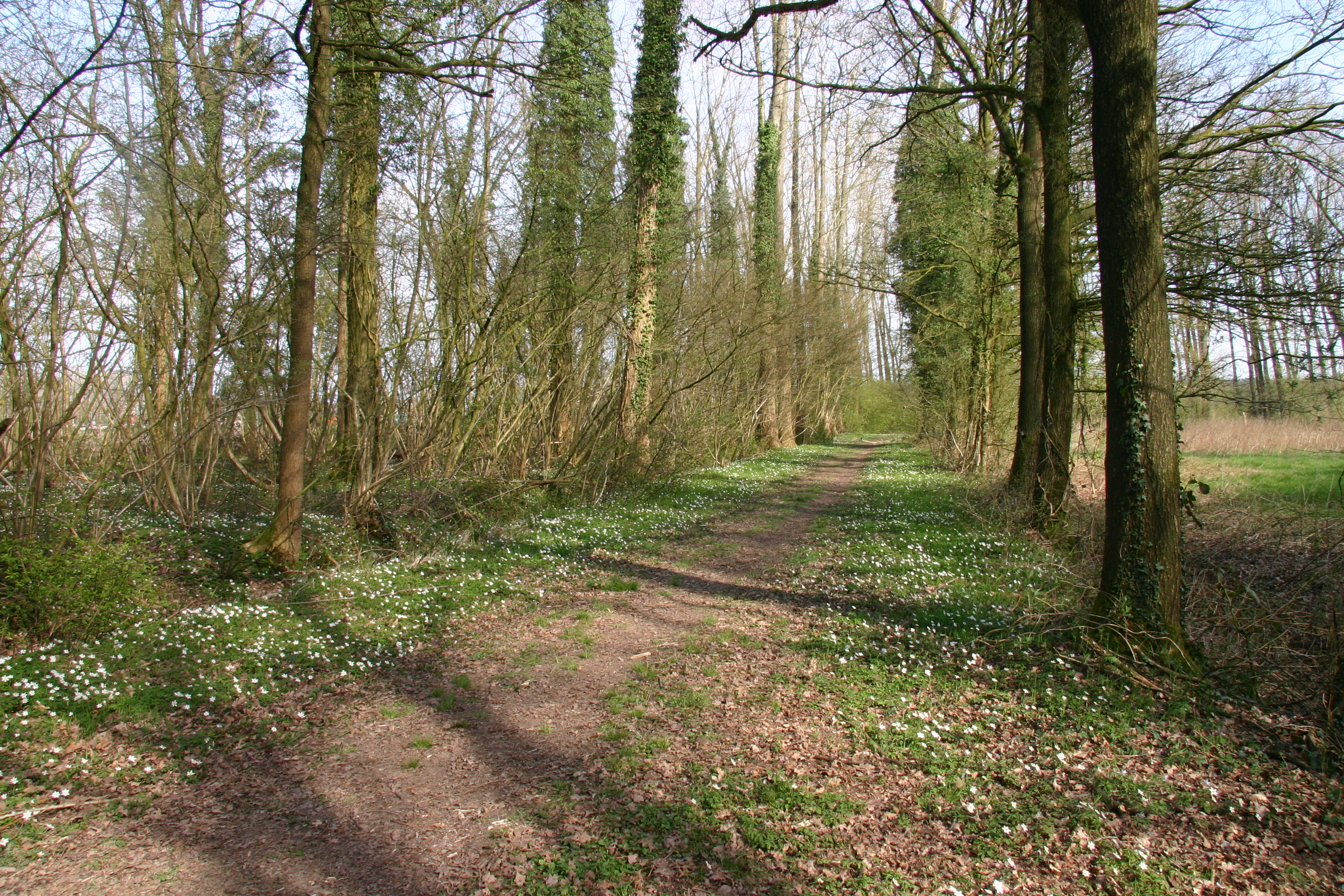
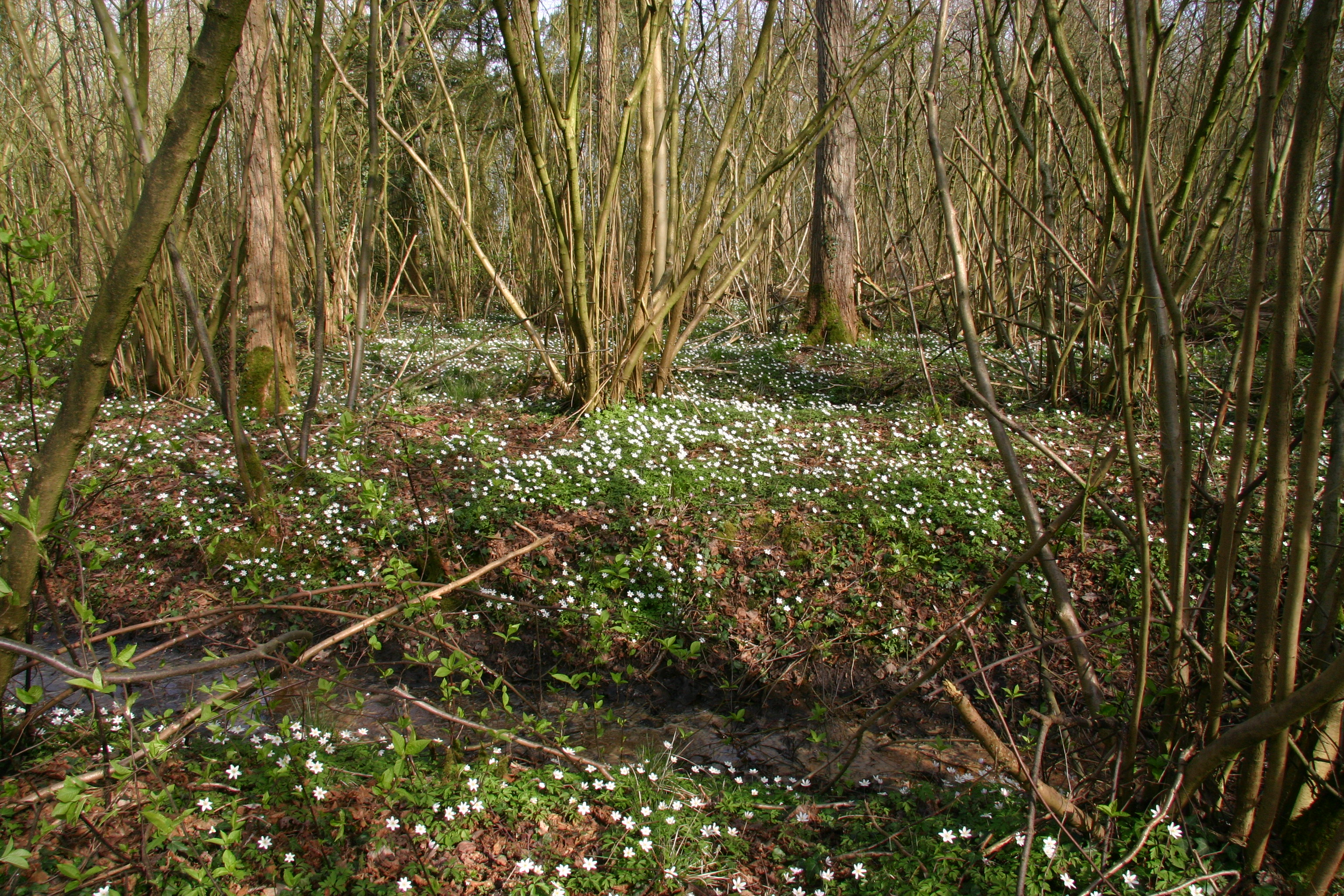
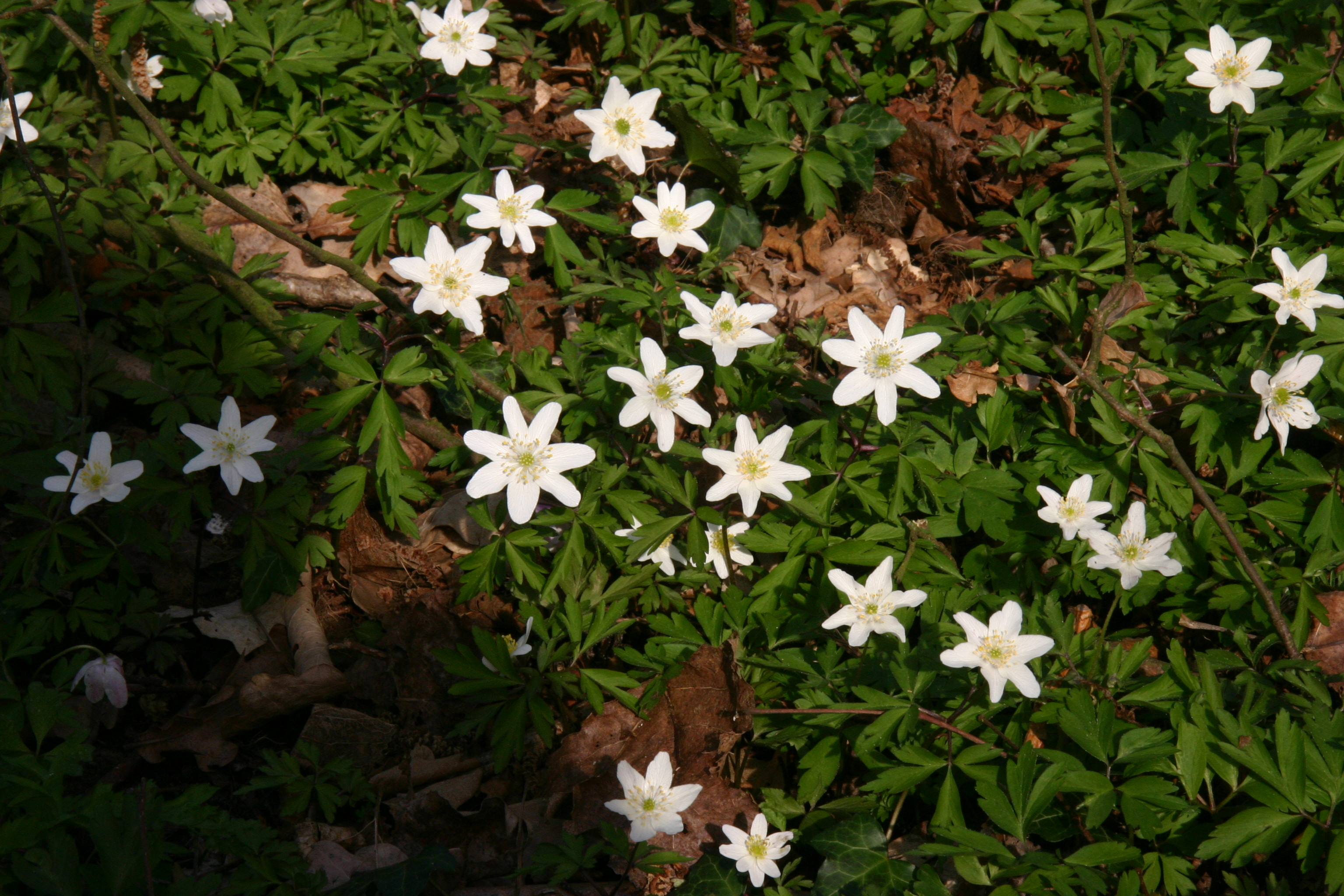